# سمكلوي السفلي (أنجيرلو)
سمكلوي السفلی (بالفارسية: سمکلوی سفلی) هي منطقة سكنية تقع في إيران في قسم أنجیرلو الريفي. يقدر عدد سكانها بـ 83 نسمة .